# レオン・パネッタ
レオン・エドワード・パネッタ（英語: Leon Edward Panetta、1938年6月28日 - ）は、アメリカ合衆国の政治家、弁護士。バラク・オバマ政権で第3代中央情報局長官（CIA長官）、第23代国防長官などを務めた。

## 生い立ち
1938年6月28日にカリフォルニア州モントレーで、イタリア移民の子として誕生した。1960年にサンタクララ大学政治学専攻を卒業し、1963年に同大学ロー・スクール法務博士課程を修了。1963年にアメリカ陸軍に入隊して情報将校となる。1963年に少尉に昇格。1966年にアメリカ陸軍称揚章を獲得し中尉に昇格し、同年に除隊した。

## 政治経歴
元々は共和党員で、1966年から1969年まで共和党穏健派のトーマス・カッチェル連邦上院議員の政策秘書を務める。1969年にロバート・ハチソン・フィンチ保健教育福祉長官の補佐官となる。その後保健教育福祉省公民権課長に任命されたが、翌年の1970年に辞職した。
1970年から1971年まで、やはり共和党穏健派であったニューヨークのジョン・リンゼイ市長の補佐官を務めた。1971年にはモントレーに帰郷し、法律事務所を共同経営しながら弁護士活動に従事。この頃民主党員に転向した。
1977年から1993年までカリフォルニア州16選挙区から民主党の連邦下院議員を務めた。予算・教育・公民権などに取り組む。1979年から予算委員会に所属し、1989年1月3日から1993年1月21日まで予算委員長を務める。

## 政権
その後民主党のビル・クリントン政権の1993年1月21日から1994年7月17日まで行政管理予算局局長を務め、1994年7月17日には第第18代アメリカ合衆国大統領首席補佐官に抜擢され、1997年1月20日まで務めた。

## アメリカ中央情報局長官
2009年1月20日にバラク・オバマ大統領から中央情報局長官（CIA長官）に指名された。
アメリカ陸軍退役後は内政畑を歩んできたことから、ジャーナリストやCIAなどアメリカの各情報機関では経験不足を懸念する声があがった。
一方で組織をまとめる能力は高く評価されている上に、クリントン大統領の首席補佐官時代にはCIAのブリーフィングに定期的に出席していたことから、アメリカ中央情報局長官としての力量には問題は無いという声もあり、イラク人虐待問題などで失墜したアメリカ中央情報局の信頼回復を期待された。

## 国防長官
2011年4月にバラク・オバマ大統領から国防長官に指名され、2011年6月21日にアメリカ合衆国議会上院本会議でアメリカ中央情報局長官の時と同じく全会一致で承認され、7月1日よりロバート・ゲーツに代わって第23代アメリカ合衆国国防長官に就任した。また2019年に旭日大綬章を受章した。

## 著作
- 『世界は、考える』（安倍晋三、マイケル・サンデルほかとの共著、野中邦子訳、土曜社、2013年）